# زبان خدا: یک دانشمند برای ایمان شواهد ارائه می‌کند
زبان خدا: یک دانشمند برای ایمان شواهد ارائه می‌کند یک کتاب پرفروش از فرانسیس کالینز است که در آن از تکامل الهی دفاع می‌کند. کالینز یک پزشک-ژنتیک‌دان آمریکایی است که برای کشف برجستهٔ ژن‌های بیماری‌ها و رهبری‌اش در پروژه ژنوم انسان مشهور شده‌است. او هم‌اکنون به عنوان مدیر مؤسسات ملی بهداشت آمریکا انجام وظیفه می‌کند. کالینز در این کتاب به اختصار روند مسیحی‌شدن‌اش را شرح می‌دهد.
کالینز در این کتاب استدلال‌هایی را برای ایدهٔ خدا از زیست‌شناسی، اخترفیزیک، روان‌شناسی و دیگر حوزه‌ها مطرح می‌کند. او به متفکرین مشهوری چون سی. اس. لوئیس، علاوه بر قدیس آگوستین، استیون هاوکینگ، چارلز داروین، تئودوسیوس دوبژانسکی و دیگران اشاره می‌کند. مسیحی امروز در سال ۲۰۰۷ آن را یکی از بهترین کتاب‌های سال دانست.
در نتیجه این کتاب بنیاد بایولوگوس تأسیس شد.